# Sascha Oliver Martin
Sascha Oliver Martin (* 18. September 1970 in Hamburg) ist ein deutscher TV-Moderator, Autor und Medientrainer.

## Werdegang
Sascha Oliver Martin wurde als Sohn des Werbemanagers Horst Martin und der Künstlerin Monika Martin geboren. Er hat einen Bruder. Nach der 12. Klasse trat er mit 17 Jahren sein erstes Fernsehpraktikum bei RTL plus an. Ab Oktober 1988 absolvierte er in Hamburg bei dem damals frisch gegründeten Sender OK Radio zuerst ein Praktikum, danach ein Redaktionsvolontariat.

## Radio
Während seines Praktikums bei OK Radio moderierte Martin mit Ollie Weiberg seine erste Sendung. Mit Weiberg trat er auch unter dem Pseudonym „Engineer SOM“ in den „OK Radio Dancecharts“ auf, die Weiberg moderierte. Später moderierte Martin mit Andreas Heineke mehrere Jahre die Call-in-Sendung „Wish you what“. Seine optische Ähnlichkeit mit Dieter Bohlen brachte ihm den Spitznamen "(der echte) Dieter" ein.
Ab 1992 war Martin für die Aus- und Fortbildung der Moderatoren zuständig. Am 1. Januar 1993 wurde er offiziell Programming Manager des Senders und damit für Formatentwicklung und Training der Moderatoren zuständig. Ende 1992 verließ Martin den Sender. Bis zu seinem Vertragsbeginn bei RTL Nord Live schrieb und produzierte Sascha Oliver Martin mehrere Euro-Dance- und Schlagertitel. Er gab jedoch bis heute keinen der Titel zur Veröffentlichung frei.
Zum Radio kehrte Martin später zwischenzeitlich – von Oktober 2005 bis März 2007 – zurück, als er den auf den Kanarischen Inseln Teneriffa, La Palma, El Hierro und La Gomera ausstrahlenden Sender Radio CLM als Programmchef leitete.

## Fernsehen
Ab dem 1. Juli 1994 arbeitete Martin als News Anchorman bei RTL Nord Live. Als Redakteur verfasste er die Nachrichten und präsentierte sie in der gleichnamigen täglichen Sendung. Parallel erhielt Martin bereits ein Angebot von dem in der Gründung befindlichen Lokalsender Hamburg 1 für eine tägliche Personalitysendung.
Zum 1. Januar 1995 wechselte Martin zu Hamburg 1. Dort bereitete er u. a. mit seinem Produzenten Ollie Weiberg die Sendung „Dieter live“ vor, die – in Anlehnung an die in Hamburg noch bekannte Radiosendung – in den ersten Wochen „Dieter – immer noch echt“ hieß. Mit dem Start des Senders am 3. Mai 1995 begann auch die täglich rund 100-minütige Sendung mit Musikgästen, Zuschauern, Anrufern und einem von den Zuschauern direkt anwählbaren Faxgerät mit Endlospapier auf dem Schreibtisch. Noch im ersten Jahr begrüßte Martin Gäste wie Blümchen und Tic Tac Toe, später folgten Gäste von Gottlieb Wendehals über Scooter bis Sarah Connor. Martins 1995 geborener Rottweiler Anton wuchs vor den Augen der Zuschauer auf und hatte eigene Fans und sogar eine Autogrammkarte mit Pfotenabdruck. Nach ca. 1500 Live-Personality-Shows und ca. 300 „Best-of-Sendungen“ orientierte sich Martin im Jahr 2001 neu und moderierte zeitweise das Frühstücksfernsehen „Hamburg am Morgen“, bevor er den Sender verließ. Im Hamburger Abendblatt (28. März 2012) erklärte Hamburg-1-Geschäftsführer Michael Schmidt, von 1995 bis 2000 sei „Dieter live“ das erfolgreichste Format des Senders gewesen.
Von 2008 bis 2010 arbeitete Martin als Chefredakteur und Chefmoderator des Regionalsenders Rhein-Main TV in Bad Homburg vor der Höhe. Dort moderierte Martin auch wöchentlich das Nachrichtenmagazin „rheinmain aktuell“ sowie verschiedene weitere Formate. Seitdem ist er selbstständiger Medientrainer in Köln und arbeitet weiterhin als freier Moderator für verschiedene Sender. Auch in Hamburg moderierte Martin noch 2012 einzelne Sendungen für Hamburg 1. Seit 2021 moderiert er die Nachrichten bei Wirtschaft TV.

## Dozententätigkeit und Seminare
Nachdem Martin bereits 1993 im Rahmen seiner Tätigkeit als Programming Manager Moderatoren ausbildete, gründete er 2001 seine Hamburger Moderatorenschule. Im Rahmen von Coaching und Seminaren bildete er anfangs ausschließlich TV-Moderatoren aus, später auch Branchenfremde, die öffentlich auftraten.
Seit 2007 arbeitet Martin mit mehreren Dunkelrestaurants zusammen und führt gemeinsam mit seinem Seminarpartner Ralf Mechlinski Seminare in den Bereichen Teambuilding, Achtsamkeit und Ernährung Seminare durch.
2008 absolvierte Martin eine Ausbildung zum „Fitness- und Gesundheitstrainer B-Lizenz“ bei der Deutschen Trainer Akademie in Köln. Es folgten Fortbildungen und Zusatzlizenzen in Sporternährung, Immunfitness und Ernährungsberatung. Diese Elemente bindet Martin auch in das Coaching von öffentlich auftretenden Personen ein.
Seit dem Wintersemester 2011 ist Martin außerdem als Dozent für die Fächer Rhetorik und Medienpräsenz an der WAM Medienakademie Dortmund beschäftigt. Schwerpunkte sind, für fortgeschrittene Semester der Studiengänge Marketingwissenschaft und Moderation, praktische Rhetorik in Rede und Berufsalltag sowie Eigenmarketing.